# Донади (Тренто)
Донади је насеље у Италији у округу Тренто, региону Трентино-Јужни Тирол.
Према процени из 2011. у насељу је живело 44 становника. Насеље се налази на надморској висини од 978 м.